# 普罗卡杆菌科
普罗卡杆菌科（学名：Procabacteriaceae）為普罗卡杆菌目的一科细菌。此科的模式属为普罗卡杆菌属(Procabacter)。

## 属
- 普罗卡杆菌属 Procabacter